# Acrotritia diaphoros
Acrotritia diaphoros är en kvalsterart som först beskrevs av Wojciech Niedbała 2002.  Acrotritia diaphoros ingår i släktet Acrotritia och familjen Euphthiracaridae. Inga underarter finns listade i Catalogue of Life.